# Чессоле
Чессоле (итал. Cessole) — коммуна в Италии, располагается в регионе Пьемонт, в провинции Асти.
Население составляет 411 человек (2008 г.), плотность населения составляет 37 чел./км². Занимает площадь 11 км². Почтовый индекс — 14050. Телефонный код — 0144.
Покровителем коммуны почитается святой Александр Бергамский, празднование 26 августа.

## Демография
Динамика населения:

## Администрация коммуны
- Официальный сайт: http://www.comune.cessole.at.it